# Масиас, Исабель
Исабель Масиас Чоу (исп. Isabel Macías Chow; род. 11 августа 1984, Сарагоса) — испанская легкоатлетка, специалистка по бегу на средние дистанции. Выступала за сборную Испании по лёгкой атлетике в период 2006—2015 годов, многократная победительница национальных первенств, чемпионка иберо-американского первенства, обладательница серебряной медали чемпионата Европы в помещении, участница летних Олимпийских игр в Лондоне.

## Биография
Исабель Масиас родилась 11 августа 1984 года в Сарагосе. С 1999 года состояла в легкоатлетическом клубе C.N.Helios, проходила подготовку под руководством тренера Хесуса Ромеро. Принимала участие в различных юниорских соревнованиях, в частности становилась чемпионкой Испании среди юниоров в беге на 1000 и 1500 метров, а также в кросс-кантри.
В 2005 году выступила на молодёжном чемпионате Европы в Эрфурте, став на дистанции 1500 метров шестой.
Первого серьёзного успеха на взрослом международном уровне добилась в сезоне 2006 года, когда вошла в основной состав испанской национальной сборной и побывала на иберо-американском чемпионате по лёгкой атлетике в Пуэрто-Рико, откуда привезла награду золотого достоинства, выигранную в забеге на 1500 метров. Также в этом сезоне заняла 15 место на взрослом чемпионате Европы в Гётеборге.
В 2010 году на домашнем иберо-американском чемпионате в Сан-Фернандо закрыла десятку сильнейших в беге на 800 метров и была шестой в беге на 1500 метров.
Заняла пятое место на дистанции 1500 метров на чемпионате Европы в помещении в Париже. Выступила в той же дисциплине на чемпионате мира в Тэгу, но оказалась здесь лишь тридцатой.
В 2012 году бежала в финалах мирового первенства в помещении в Стамбуле и европейского первенства на открытом стадионе в Хельсинки, тогда как на турнире в Сен-Дени на «Стад де Франс» преодолела 1500 метров за 4:04,84, установив тем самым свой личный рекорд. Благодаря череде удачных выступлений удостоилась права защищать честь страны на летних Олимпийских играх в Лондоне — в третьем квалификационном забеге 1500-метровой дистанции финишировала лишь двенадцатой и не смогла отобраться в полуфинальную стадию.
После лондонской Олимпиады Масиас осталась в составе легкоатлетической команды Испании и продолжила принимать участие в крупнейших международных соревнованиях. Так, в 2013 году она завоевала серебряную медаль на чемпионате Европы в помещении в Гётеборге, при этом на соревнованиях в Уэльве показала время 2:03,42 на 800 метрах, и это был её личный рекорд на данной дистанции.
В 2014 году заняла 17 место на зимнем чемпионате мира в Сопоте и 23 место на чемпионате Европы в Цюрихе. Соревновалась в зачёте национальных первенств 2015 года, но вскоре приняла решение завершить карьеру профессиональной спортсменки, уступив место в сборной молодым испанским бегуньям.